# آلانزو آدلام
آلانزو آدلام (انگلیسی: Alanzo Adlam؛ زادهٔ ۱۲ مارس ۱۹۸۹) بازیکن فوتبال اهل جامائیکا است که در پست مهاجم برای باشگاه پورتمور یونایتد بازی می‌کند.
وی در تیم‌های ملی فوتبال زیر ۲۰ سال جامائیکا, زیر ۲۳ سال جامائیکا، و جامائیکا بازی کرده است.